# Samm Wiechec
Samm Wiechec ist eine US-amerikanische Schauspielerin.

## Leben
Wiechec besuchte die Everett High School und absolvierte 2011 einen Yoga-Lehrgang an der South Boston Yoga. Erste Rollen übernahm sie ab 2013 in verschiedenen Kurzfilmen. Von 2014 bis 2015 besuchte sie die New York Film Academy. 2016 spielte sie die Hauptrolle der Anne im von der New York Film Academy produzierten Film Shadow Boxing. Die Geschichte basiert tatsächlich zu großen Teilen auf dem Leben von Wiechec selbst und sie wirkte zusätzlich als Produzentin und Drehbuchautorin mit. 2017 war sie im Fernsehfilm A Mother’s Sacrifice in einer der Hauptrollen als Josey zu sehen. Im Folgejahr wirkte sie im Actionfilm Attack from the Atlantic Rim 2 – Metal vs. Monster und im Fernsehfilm A Mother’s Worst Fear mit. 2022 spielte sie in insgesamt sechs Episoden der Fernsehserie The Pact die Rolle der Mara und war in der Hauptrolle der Claire im Science-Fiction-Film Interface zu sehen.

## Filmografie (Auswahl)
- 2013: Uzum Em (Kurzfilm)
- 2013: King of Oneiros (Kurzfilm)
- 2014: In Time (Kurzfilm)
- 2015: More Than Words (Kurzfilm)
- 2016: Janky (Kurzfilm)
- 2016: Shadow Boxing
- 2016: Pinkbox (Kurzfilm)
- 2016: Exit Zero
- 2017: Melody (Kurzfilm)
- 2017: A Mother’s Sacrifice (Fernsehfilm)
- 2018: Attack from the Atlantic Rim 2 – Metal vs. Monster (Atlantic Rim: Resurrection)
- 2018: A Mother’s Worst Fear (Fernsehfilm)
- 2022: The Pact (Fernsehserie, 6 Episoden)
- 2022: Interface